# الأبهر (الطائف)
حي الأبهر هو أحد أحياء محافظة الطائف بمنطقة مكة المكرمة.

## وصلات داخلية
- السعودية
- مكة المكرمة
- الطائف